# Tiranozaver
Tiranozaver (znanstveno ime Tyrannosaurus, iz grščine tyrannos pomeni 'kralj' in sauros pomeni 'kuščar') je rod zelo velikih mesojedih dinozavrov iz skupine teropod (Theropoda) iz obdobja krede. 
Do leta 2005 je bilo odkritih 30 fosilnih okostij vključno s tremi popolnoma ohranjenimi lobanjami tiranozavra vrste T. rex. Bil je največji med vsemi pripadniki družine tiranozavrov. Bil je tudi eden najnevarnejših med vsemi dinozavri. Imel je srce veliko kot prašič. Želodec mu je bil dolg štiri metre. Ravno ta dinozaver je bil eden zadnjih dinozavrov, saj se je pojavil le nekaj milijonov let pred terciarskim pasom, kakor pravimo letu izginotja dinozavrov.
Tiranozaver je bil 6 metrov visok in dolg več kot 13 metrov. imel je 4,7 metra dolg rep in meter in pol dolg vrat. Znanstveniki domnevajo, da je bil pokrit s peresi, glede na druge sorodne dinozavre. Živel je od pred 76 mio. leti do konca obdobja dinozavrov (pred 65 milijoni leti). Našli so ga na zahodu ZDA, Kanade in Aziji.

## Galerija
- Rekonstrukcija Tiranozavra rexa s peresi, kot so pokazale novejše raziskave
- Fosilno okostje tiranozavra v Narodnem muzeju naravoslovne zgodovine, Washington, D.C.
- Otroka ob maketi tiranozavra v Arboretumu Volčji Potok (2010)